# Rafael Márquez
Rafael Márquez (født 13. februar 1979 i Zamora, Michoacán) er en mexicansk professionel fodboldspiller, der spiller for Atlas.
Márquez har gennem karrieren spillet for blandt andet FC Barcelona, AS Monaco, New York Red Bulls og Hellas Verona. Han står (pr. april 2018) noteret for 143 kampe og 19 scoringer for Mexicos landshold.

## Fodnoter
1. ↑  Fifa.com